# Alberto Rivas Bonilla
Alberto Rivas Bonilla (Santa Tecla, 4 de septiembre de 1891 - San Salvador, 29 de noviembre de 1985) fue un médico y escritor salvadoreño.
Bonilla se graduó de bachiller en Ciencias y Letras el año 1909, y obtuvo el doctorado en Medicina en 1918. En la literatura inició en la rama de poesía, y logró ganar en certámenes como los Juegos Florales del  Centenario del Primer Grito de Independencia, el Primer Premio al Canto a la Bandera, y el Premio único al Himno Universitario. Fue catedrático de Medicina y Derecho, y Decano de la Facultad de Humanidades de la Universidad de El Salvador. 
En el ámbito cultural, ejerció como secretario perpetuo de la Academia Salvadoreña de la Lengua, a la que ingresó como miembro de número a la edad de 24 años. Además colaboró en periódicos nacionales. Precisamente, en una columna llamada Postalita, en la que escribía con el seudónimo Padre Robustiano Redondo, el año 1962 tuvo la ocurrencia de proponer el nombre de Hula - Hula a la plaza donde se encontraba el antiguo Mercado Central de San Salvador. Dicho nombre fue aceptado por la población capitalina y el lugar ha sido conocido de esta manera desde entonces. Parte de su obra comprende: Versos (1926), Me monto en un potro (1943),  Una chica moderna (1945), Celia en vacaciones (1947),  etc.  
Su obra más conocida es la novela Andanzas y Malandanzas de 1936, considerada un clásico de la literatura salvadoreña.

## Fragmento de su poesía
Patria gloriosa de Delgado y Arce, de Celis y Rodríguez
Oye las notas de vibrante acento que hoy conmueve mi lira
Y se dilatan en alas del viento. (Patria, 1911)